# 美悪の華
『美悪の華』（びあくのはな）は、劇画：檜垣憲朗・原作：倉科遼による日本の漫画。

## 概要
主人公の氷室聖人が自らの美貌を武器に様々な策略を駆使して大企業の社長、極道から金と権力を奪い悪の頂点を目指す物語。サブタイトルは『超絶ピカレスクロマン』。その名の通りピカレスクモノであり、本作では主人公や他のキャラクターが何の罪も無い人物達さえ多数惨殺している。
ちなみに、「美悪」とは氷室聖人の「美男」と天才的な「悪の頭脳」を意味する。

## あらすじ
アメリカから帰国した男、氷室聖人は自らの美貌を武器にわずか数週間で、エステの女社長から1億円を奪った。さらに己を狙った極道の組織である神竜組も乗っ取ってしまった。しかしこれは、聖人の企てる復讐と壮大な「美悪の華」を日本に咲かせる計画の始まりに過ぎなかった…。

## 登場人物

### 主要人物
氷室 聖人（ひむろ まさと）/ 金城 正人（かねしろ まさと）
本作の主人公。沖縄県沖縄市出身。1976年8月19日生まれ。23→26歳。
男女を問わずに見惚れてしまう絶世の美男子。その実態は、目的のためなら手段を厭わない冷酷非情なサイコキラー。人心掌握に優れた智略家であり、さまざまな分野に精通した博学者。格闘技にも長けており、多勢のチンピラを一蹴する腕前を持つ。
元々は土地開発公社に勤めるエリート一家に生まれる。小学5年生の時、林間学校中に両親がいずれも火災事故により焼死。その後、唯一の肉親であった叔母のミヤに引き取られ、凄惨な虐待を受ける日々を送っていく。見かねたホステス・新武良美に引き取られるが、その良美もまもなく整形手術を受けるために東京に出て、交通事故により死亡する。それから再度ミヤに引き取られ、店のボーイとして働かされていく。
中学3年生の冬、ミヤが自分に3億の保険金をかけていることを知って先手を打ち、強盗殺人に見せかけてミヤを殺した。再捜査を恐れて渡米しホームレス同然に落ちぶれていたが、日本人の寿司職人に拾われて働き出す。
3年後、そこで同じく両親を早くに失し、ベイヤード大学に留学していた氷室聖人（本物）と出会い、自分と正反対の境遇にあることに嫉妬する。そして、聖人に当時の恋人を奪われ、さらに彼の起こしたひき逃げの罪を押しつけられる。信じていた寿司職人や仲間の偽証によって懲役3ヶ月の実刑になってしまった（寿司職人らは借金の返済で聖人に買収されていた）。出所後、聖人に誘われ彼の興した会社の社員になる（これに関しては聖人なりの償いだったらしい）。正人は従順な僕を演じて金庫の暗証番号まで教えられる関係になると、旅行先で聖人を殺し、整形手術を受けて「氷室聖人」として生まれ変わった。氷室聖人として相応しい人間になるべく知力と体力を鍛え、多数の女性たちと寝てセックスのテクニックを磨いた。更にマフィアのボスの息子に近づき、自作自演の暴行事件（チンピラを雇って息子を襲わせた）を起こして助けたことで信頼を勝ち取り、後ろ盾とした。
実は両親の死は「九鬼義達」の策謀によるものであった。父親から多額のディベートを要求されたとマスコミの前で嘘を吐き、疑惑をかけた後、自宅にて首つり自殺に見せかけて殺害。夫の無実を証明してほしいと懇願してきた妻もレイプ同然に犯した後、殴り倒し、夫の遺体と共に自宅を放火し焼死させた、というのが真相だった。また良美の死も、三崎淳子の陰謀によるものだった。三崎淳子が経営するエステにて整形手術を受けた良美だったが、手術は失敗。多額の慰謝料を請求したことで口封じのために交通事故に見せかけて殺されたのだった。
最終話では、すべての始まりの地「沖縄」にて九鬼家に対する復讐を終え、そして甘粕との決着もつけて本土へ帰還。だが、梓の裏切りによって刺客を差し向けられ致命傷を負ってしまう。そのまま死亡したかに思えたが、ラストシーンでは意識を取り戻した描写があり、最終的に生死不明のまま物語は完結する（単行本版では最後のセリフが変更され、より生への執着を感じさせるものに変えられている）。
氷室 聖人（本物）
本作のキーパーソン。神奈川県横浜市出身。それ以外の生年月日、血液型、体格といった個人情報が金城正人とすべて一致。没19歳。
卑劣極まりない人物だが、根は小心（正人曰く「環境に恵まれただけの小悪党」）。高校卒業後、単身渡米して名門ベイヤード大学に進んだ折、寿司屋『日光』で働いていた金城正人と出会う。当初こそ友人関係を築いていたものの、些細な理由から正人を目の敵にするようになり、最終的にひき逃げの濡れ衣を着せてしまう。報復を決意した正人の策謀により、荒野で惨殺されてしまう。
甘粕 政臣（あまかす まさおみ）
氷室の宿敵。1964年5月15日生まれ、33→35歳。
若くして組織暴力対策本部長に抜擢されたエリート。氷室同様、目的のためなら手段を選ばない性格。当初から違法捜査まがいの手口を用いており、中盤からは人殺しすら厭わなくなった。辰未組の抗争が起こった際、氷室が仕組んだことに気がつき、以降藤沢を使って徹底的にマークする。
既婚者で美智子という妻がいるものの、家庭をまるで顧みていなかったため、夫婦仲はすっかり冷え切っていた。その点を氷室から見抜かれてしまい、寝取られた挙句に麻薬漬けにされてしまう。それを知った途端、妻と離婚して切り捨て、飯島を監禁して麻薬漬けにし、無理やり情報を吐き出させた。その際に聖人のアジトで妻が嬲られていると聞き、激昂して射殺してしまう。聖人のアジトで麻薬漬けにされた妻を発見すると一転して愛情を見せ始める。しかし二人揃って聖人に捕らえられ、車中に押し込まれて崖から落とされ、事故に見せかけて抹殺されそうになる。
からくも逃れた甘粕だが、妻だけは間に合わず死亡。更に飯島殺しが警察側に露見したことで追われる身となってしまい、国外に逃亡する。以後は殺し屋として腕を磨きつつ生計を立てていた。最終巻では最後の敵として登場。氷室に復讐するべく九鬼家の長男と手を組み罠にかけるが、後一歩のところで逆転され敗北。最期まで聖人に勝てないまま息を引き取った。
北脇（きたわき）
氷室の腹心。神竜組幹部→北脇組組長。30代。
理沙の命令で氷室と対峙するが、弟分の組員が氷室に指を切り落とされたため一旦退く。なかなかの切れ者。氷室が三崎淳子の要請したヤクザに襲われている所を助けた。第1話から登場しているキャラクターの中で唯一明確に最後まで生き残ったが、最終話にて梓の甘言に乗り氷室を裏切ってしまう。

### 暴力団

#### 神竜組
神林 理沙（かんばやし りさ）
暴力団・神竜組の組長の娘。20代半ば。
帰国後の氷室と一夜の関係を持つ。氷室が神竜組に出頭してくると谷口、小島により指を落とされそうになる氷室を庇い、自らの彼氏とした。組長である父親が亡くなると氷室や北脇に追い出されて風俗に売られた。氷室や北脇に報復するため、徳田組の3代目・純を自らの情夫とする。純が氷室とのタイマンで敗れると逃げようとしたが、利用するだけ利用して逃げるという卑小さを見咎められ、若頭の金子に首を折られて殺された。
神林 竜治（かんばやし りゅうじ）
暴力団・神竜組の組長。56歳。
愛娘を虚仮にされたことで氷室を探索するように命じる。だが、理沙が氷室を彼氏にしたいと言い始めた愛娘ゆえに許した。そのことで不満に持った若頭の谷口に射殺された。
小島 治（こじま おさむ）
神竜組組員。22歳。北脇の弟分。
氷室と対峙した際、右手の人差し指を落とされた。北脇と氷室の策略に巻き込まれ、若頭の谷口に射殺された。
谷口 達也（たにぐち たつや）
神竜組若頭。42歳。
氷室が組長の娘の彼氏になったことで後釜を奪われることを恐れ、北脇と組んで組長やその女、小島らを射殺する。だが、自らも利用されただけで氷室、北脇に射殺された。

#### 辰未組
水野 真樹（みずの まき）
辰未組組長の情婦。芸能プロダクション「マキ・エンタープライズ」の社長。35歳。
女子大生時代に辰未組組長に強姦され、肉体と暴力で縛られた。だが、3億という大金を要求され、辰未と不仲になっており関係を断ち切りたいと考えていた。氷室の策略に協力して辰未を追い落とし、部下の飯島を新しい組長に立てた。
辰未（たつみ）
神竜組と対立する辰未組の組長。
神竜組組長や若頭の殺人を警察に疑われ、氷室や北脇の策略で挑発に乗って武力抗争を起こそうとする。だが資金源である真樹に裏切られ氷室に嵌められて逮捕される。逮捕中に部下の飯島が氷室、北脇、真樹により取り込まれて辰未組は有名無実になり、最期は自爆しようとしたがかなわず飯島らにより殺された。
飯島（いいじま）
辰未組の若頭。辰未の武力抗争には反対だったため、真樹、氷室、北脇らの説得で辰未組を解散して神竜組系飯島組として再編成し新組長となる。氷室や北脇に協力して辰未、部下の藤田を殺害した。氷室の情報を得ようとする甘粕に監禁され、麻薬漬けにされる。その際に氷室のアジトで甘粕の妻・美智子が嬲られていると漏らしたため、激昂した甘粕に射殺される。
田代（たしろ）
港町署の汚職刑事。10年前に新武良美の殺人をもみ消した経歴を持つ。
氷室の過去を調べるために沖縄へ向かう。不良刑事の典型で氷室に金で飼いならされて犬となる。女とギャンブルに目が無い男。甘粕に不正の大半を気づかれ拘束される直前、口封じのため覚醒剤による心臓麻痺に見せかけられて氷室らに殺された。

#### 徳田組
徳田 純（とくだ じゅん）
2代目の息子。関東で有数の極道である徳田組の3代目組長。
組を追われた神林理沙の情夫となり、氷室や北脇ら神竜組を潰そうとする。学生時代から喧嘩を繰り返し、その手の連中かに名前を知らしめた。高校中退後は暴走族「阿修羅」を組織し、関東一円の暴走族を束ねた伝説の男。
18歳で徳田組の杯を受けて25歳の若さで3代目を継いだが、短気で器量がないため、父親、金子、伊藤からも行く末を心配される。父親が阿部の命令を受けて氷室に手を出さないようにされると自ら3代目を降りることを宣言。氷室とタイマンで勝負するが敗れて肉体も精神も破壊され、思考能力が赤ん坊同然となってしまう。その姿を見た金子の手により、無様な姿を曝させたくないと泣きながら射殺された。
阿部 幸蔵（あべ こうぞう）
埼玉県出身の代議士。
「アベコー」と呼ばれる政界の暴れん坊でヤクザ上がり。民自党と全国暴力団のパイプ役で趣味は女とギャンブル。徳田組2代目はこの阿部の引き立てで急成長した。また、辰未組や真樹とも関係があった。真樹の仲介で氷室と出会い、女とギャンブル漬けにされて氷室の言いなりになる。最終巻では再び登場し、最後まで生き残った。
徳田 源治（とくだ げんじ）
徳田組の2代目組長。60歳。
息子の純の器量を心配してまだ高齢で無いにも関わらず隠居した。極道だが人の親で息子の死に涙を流した。のちに三崎淳子殺害容疑で氷室が警察に連行された際、金子が彼の潔白を晴らすために首謀者と仕立て上げられ、自殺に見せかけられ殺害される。
金子 勝明（かねこ かつあき）
徳田組若頭。48歳。
舎弟の伊藤から慕われている。2代目から4代目組長に指名された。3代目を死に追いやった氷室に復讐心を抱いているが、阿部の存在があり表向きは和解している。
伊藤 繁次（いとう はんじ）
徳田組舎弟頭。48歳。金子を尊敬している。麻薬漬けにされた甘粕の妻・美智子とセックスしている最中に甘粕に射殺される。

### 企業

#### 亜細亜
九鬼 義達（くき よしたつ）
本作における元凶。亜細亜グループの総帥。68歳。
傲岸不遜を絵に描いた性格。息子たちに対しても「九鬼家の道具」という考えを抱き、死亡した際も一切悲しむことなく、むしろ罵倒している有り様。
前述の通り、金城一家を惨殺するように指示した張本人。
最期は長男・義彰に売られる形となり、氷室の手によって溺死させられた（両親の死んだ沖縄の海に引きずり込まれた。火に焼かれた両親とは対照的な結末である）。
九鬼 義彰（くき よしあき）
義達の長男。40歳。
冷静沈着かつ計算高い性格。普段こそ従順に振る舞っているが、その実態はかなりの野心家。以前から父の横暴ぶりに辟易しており、氷室から殺害の手引きを打診された際もチャンスと踏み、嬉々として応じている。
殺し屋となった甘粕と手を組み、聖人を罠に嵌めたが失敗。必死で命乞いするものの、最期はクルーザーの甲板で撲殺された。
九鬼 義信（くき よしのぶ）
義達の次男。35歳。亜細亜グループの代表取締役常務。
用心深い性格。弟・義和と違ってビジネスセンスは確かなものの、父親譲りのサディスティックな性癖の持ち主。最期はファンだったアイドルの斉木ゆみに刺殺される。
九鬼 義和（くき よしかず）
義達の三男。28歳。
愚鈍な性格。最期は事故に見せかけられて転落死する。

#### 旧山崎財閥
山崎 梓（やまざき あずさ）
麗奈の学友。22→24歳。
令嬢ゆえに義和の婚約者となるが、裏で密かに氷室と関係を持っている。一貫して氷室に従順であったが、氷室と結婚・妊娠後、最終話でとうとう裏切る。
山崎 弥一郎（やまざき やいちろう）
梓の父親、現当主。
山崎 文弥（やまざき ふみや）
梓の兄。
嫡男でありながら優柔不断かつ臆病な性格。梓や聖人に山崎家の実権を奪われるのを恐れていた。

#### ミサキ・ビューティーセンター
三崎 淳子（みさき じゅんこ）
エステ「ミサキ・ビューティーセンター」の女社長。40代。
元々は80キロを超えるデブ女だったが、現在は誰もが羨むプロポーションになっている。
実業家として成功する一方、裏では芸能界の美少年狩りを趣味にしている。
その最中、聖人の身体に溺れて会社にまで入れてしまう。聖人が麗奈とも交際している事を知ってようやく聖人の危険性を悟り、1億円を渡して関係を断ち切ろうとする。だが氷室に虚仮にされた事に激怒し、辰未組のヤクザを使って襲わせた。実は10年前に新武良美から整形手術失敗で損害賠償・慰謝料を請求され、警察を巻き込んで良美を交通事故に見せかけて始末している。娘の麗奈に氷室が再び接近している事を知り、徳田組の金子に氷室殺害を依頼するが、金子に情報を横流しされて逆に専務の宮田ともども始末された。
三崎 麗奈（みさき れな）
淳子の一人娘。聖マリアンナ学院3年の女子高校生。18→19歳。1981年5月生まれ。
母親から溺愛されている。聖人の美貌に嵌ってしまう。彼からしばらくは別れていたが、女性の閨閥関係を築くために再び接近される。再会後は、聖人の不可解さから母親譲りの狡猾さが強調されるようになった。聖人と結婚するが淳子の死に疑問を感じ、さらに聖人と梓との肉体関係を知ったことで、自分が聖人の野望実現のための踏み台でしかないことに気付く。密かに甘粕に協力するが、聖人と梓に露見したため、新婚旅行のロサンゼルスで自ら身を投げて死亡。
宮田（みやた）
「ミサキ・ビューティーセンター」の専務。白髪の壮年男性。

### 関係者
金城 ミヤ（かねしろ）
忠栄の妹。正人が橋を渡るきっかけとなった人物。
エリートの兄とは正反対に、若い頃から米兵相手に売春を働く不良であった。兄からは軽蔑の視線で見られ、両親からも愛情を向けられなかった。
兄の死後、甥である正人を引きとるが、積年の恨みを晴らすかのように虐待をし続けた。そして正人が15歳のとき、彼に多額の保険金をかけ、殺害を計画していることに気づかれてしまい、自宅で惨殺されてしまった。
由美（ゆみ）
正人の元恋人。没19歳。
寿司屋の看板娘であり、正人とやがて恋仲になる。しかし、あっさりと聖人に乗り換えるという尻軽な一面を見せた。聖人が殺害されたと最初に気づいた人物でもあり、必死になって正人に「誰にも言わない」と懇願するが、当然のごとく受け入れてもらえず、惨殺された挙句にゴミ箱に捨てられるという、悲惨な末路を辿った。
照喜名 洋広（てるきな よしひろ）
キリスト教神父。没25歳。
正人の元同級生。日常的に正人に対し、暴行や恐喝行為を行っていた。挙句の果てに彼の恋人だった早智江を強姦し、自殺に追い込んだほどの極悪人。
最期は廃棄場にて、氷室の策略で自身の教徒であった女性に射殺される。

### その他
吉田 孝之（よしだ たかゆき）
東西エージェンシー営業部部長。42歳。
杉村 晃（すぎむら あきら）
講英館出版版権管理部長。38歳。
伊藤 照夫（いとう てるお）
玩具メーカー天外堂の営業部長。45歳。
斉木 ゆみ
移籍問題で干されたアイドル。九鬼義信の愛人にされる。
里美
場末のスナック「不夜城」のホステス。新武良美に生き写しで、聖人を驚かせる。かつて彼氏に虐げられ自殺しようとしたところを制止し、彼氏も離れさせた照喜名を慕っている。